# III (Brädi)
III è il terzo album di studio del rapper Brädi, pubblicato da Rähinä Records il 16 maggio 2014. L'album è entrato nella classifica degli album più venduti alla 21ª settimana del 2014 raggiungendo la quarta posizione.

## Tracce
1. Hätähuuto (feat. Toni Wirtanen)
2. Aamupala (feat. Nikke Ankara)
3. Teen tän näin (feat. Illi)
4. Uimaan (feat. PistePiste)
5. Anna palaa (feat. Tuomas Kauhanen)
6. B=MC2
7. Joku päivä (feat. Herrasmiesliiga)
8. Kunnon muija (feat. Nikolai Alho)
9. Kotiin (feat. Uniikki e Jannika B)
10. III

## Classifica
| Classifica | Massima posizione |
| ---------- | ----------------- |
| Finlandia  | 4                 |